# 3-mercapto-3-metilbutan-1-olo
Il 3-mercapto-3-metilbutan-1-olo, noto anche come MMB, è un tiolo e un alcol. È un prodotto di degradazione dell'amminoacido felinina nell'urina del gatto ed è un feromone felino.
Si trova anche nei vini bianchi Sauvignon insieme al 4-mercapto-4-metilpentan-2-olo e al 3-mercaptoesan-1-olo.